# Полевой, Борис Петрович
Бори́с Петро́вич Полево́й (10 мая 1918, Чита — 26 января 2002, Санкт-Петербург) — советский и российский историк, известный своими работами по истории Дальнего Востока России. Доктор исторических наук.

## Биография
Родился в 1918 году в Чите Забайкальской области (в 1920—1922 — Дальневосточная республика; с 1922 — Забайкальская губерния РСФСР), в семье петроградцев, перебравшихся в Сибирь во время гражданской войны. В 1924—1927 семья жила во Владивостоке, в 1928 году вернулась в Ленинград, где Полевой окончил исторический факультет университета.
В начале Великой Отечественной войны в связи с заболеванием был послан на работу в Алтайский край, жил в Новичихе и Усть-Каменогорске; оттуда был призван в армию. Воевал на Северо-Кавказском фронте. С февраля 1944 года преподавал, сначала в Свердловской музыкальной школе, затем на историческом факультете Уральского госуниверситета. В 1946 году начал преподавать в Ленинградском государственном университете, но в 1949 году был уволен в ходе развернувшейся в СССР кампании по борьбе с «космополитизмом».
С 1953 года и до конца своей жизни Полевой занимался изучением истории Дальнего Востока. Опубликовал более 300 научных работ, в том числе десяти книг. В их числе — многочисленные статьи о ранних экспедициях русских землепроходцев XVII века в бассейн реки Амур, об истории Камчатки. Долгие годы возглавлял отделение истории географических знаний Русского географического общества, превратив его в одно из наиболее популярных и посещаемых отделений РГО.

## Награды и премии
- Лауреат премии С. И. Дежнёва (1992)
- Лауреат премии им. С. П. Крашенинникова (1997)

## Сочинения

### Диссертации
- Полевой Б. П. Сахалин в истории России (середина XVII — начало XIX вв.): Историко-географические изыскания. Автореф. канд. дисс. Л., 1970, 20 с.
- Полевой Б. П. Русские географические открытия на Дальнем Востоке с 30-х гг. XVII в. до 60-х гг. XIX в.: Дисс. на соиск. уч. степ. доктора ист. наук. — Л., 1985. — 529 с. Архивная копия от 28 апреля 2012 на Wayback Machine

### Книги
- Полевой Б. П. Первооткрыватели Сахалина. — Южно-Сахалинск: Сах. гос. изд., 1959. 120 с.
- Полевой Б. П. Григорий Шелихов «Колумб росский»: Биографический очерк. — Магадан: Кн. изд-во, 1960. 48 с.
- Полевой Б. П. Первооткрыватели Курильских островов : из истории русских географических открытий на Тихом океане в XVIII в. — Южно-Сахалинск: Дальневост. кн. изд-во. Сахалин. отд-ние, 1982. — 208 с.
- Полевой Б. П. Новое об открытии Камчатки: в 2 ч. Архивная копия от 22 февраля 2013 на Wayback Machine / Б. П. Полевой. — Петропавловск-Камчатский: Изд-во «Камч. печ. двор», 1997.
  - Ч. 1. — 160 с., [8] с. : ил. ISBN 5-85857-068-2
  - Ч. 2. — 204 с., [8] с. : ил. — Прилож.: с. 194—199. — На с. 2: портрет автора. ISBN 5-85857-071-2
- Полевой Б. П. Первооткрыватели Сахалина. — М.: Паулсен, 2018. — 152 с. — На с. 4: портрет автора. ISBN 978-5-98797-214-4

### Разделы в книгах, статьи, рецензии
1952
- Полевой Б. П. Первые попытки США захватить острова Рюкю, Бонин и Тайвань (1853—1857) // Вопросы истории. 1952, № 12, с. 117—127.

1954
- Полевой Б. П. В устье Амура // Вечерний Ленинград, 18 дек. 1954 г.
- Полевой Б. П. Ценная находка: Подробный отчёт Г. И. Невельского о его историческом плавании 1849 г. // Советский флот, 28 ноября 1954 г.

1955
- Полевой Б. П. Из истории Советской гавани (Неизвестный документ об основании Константиновского поста первого русского поселения в заливе Хаджи) // Советский флот, 5 февр. 1955 г.
- Полевой Б. П. Интересная брошюра об острове Тюленьем. Рец. на кн.: Н. Сушкина. Путешествие на остров Тюлений. М., 1954 // Дальний Восток, 1955, № 2, с. 186—187.
- Полевой Б. П. Неизвестный документ Г. И. Невельского // Советский Сахалин, 16 янв. 1955 г.
- Полевой Б. П. Открытие и заселение залива Хаджи // Сов. звезда (Совгавань), 26 янв. и 5 февр. 1955 г.
- Полевой Б. П. Этнографические наблюдения Г. И. Невельского (1849 год) // Советская этнография. 1955, № 4, с, I06-II6.

1956
- Полевой Б. П. Выдающийся мореплаватель: Новые документы о Г. И. Невельском // Водный транспорт, 30 июня, 1956 г.
- Полевой Б. П. Неизвестные рукописи русского мореплавателя (о письмах В. М. Головнина) // Водный транспорт, 23 авг, 1956 г.
- Полевой Б. П., Филонович Т. О. Рукописи архива Географического общества СССР // Водный транспорт, 23 июля 1956 г.
- Полевой Б. П. Сахалинская экспедиция Н. А. Хвостова 1806 года // Советский Сахалин, 20 окт. 1956 г.
- Полевой Б. П. Это было 150 лет назад: Русский флаг над южным Сахалином // Вечерний Ленинград, 16 окт. 1956 г.

1957
- Полевой Б. Легенда о пяти матросах // Советский Сахалин : газета. — 1957. — 20 июня (№ 144). — С. 2.
- Полевой Б. П. Первый китаец в России // Вечерний Ленинград, 14 дек. 1957 г.

1958
- Полевой Б. П. Забытые сведения спутников В,Д. Пояркова о Сахалине (1644—1645 гг.) // Известия ВГО, 1958, № 6, с. 547—551.
- Полевой Б. П. Первый указ о Сахалине // Советский Сахалин, II сент. 1958 г.
- Полевой Б. П. Роль русских моряков в основании города на Амуре (К истории основания Хабаровска. К столетию города) // Советский флот, 31 мая 1958 г.

1959
- Полевой Б. П. Первые известия об Амуре (Новые архивные находки) // Амурская правда, 25 окт. 1959 г.
- Полевой Б. П. Первые плавания русских на Тихом океане // Советский флот, II окт. 1959 г.
- Полевой Б. П. Русскому тихоокеанскому мореходству 320 лет (Новое о первом русском походе на Дальний Восток) // Красное знамя (Владивосток), 21 окт. 1959 г.

1960
- Полевой Б. П. Великий подвиг томских казаков (Новое о первом русском походе на Тихий океан) // Красное знамя (Томск), 21 февр. 1960 г.
- Полевой Б. П. Дело об основании города Владивостока // Красное знамя (Владивосток), 13 янв. 1960 г.
- Полевой Б. П. К столетию экспедиции Ф. Б. Шмидта // Молодая Гвардия (Южно-Сахалинск), 19 июня 1960 г.
- Полевой Б. П. Курбат Иванов первый картограф Лены, Байкала и Охотского побережья (1640—1645 гг.) // Известия ВГО, 1960, № I, с. 46-52.
- Полевой Б. П. Новое об открытии Колымы отважными русскими мореходами // Магаданская правда, 30 янв. 1960 г.
- Полевой Б. П. О местонахождении Ачанского городка (Н. П. Хабарова) // Советская археология, 1960, № 3, с. 328—333.
- Полевой Б. Первые фотографии Владивостока (о коллекции Владимира Ланина) // Красное знамя (Владивосток), 26 янв. 1960 г.
- Полевой Б. Это было век назад: К 100-летию основания села Пермского // Дальневосточный Комсомольск, 19 авг. 1960 г.

1961
- Полевой Б. П. Об открытии Камчатки // Камчатская правда, 3 дек. 1961 г.
- Полевой Б. П. Он любил Сахалин всей душой (биография П. И. Полевого) // Исследователи Сахалина и Курильских островов. — Южно-Сахалинск, Сах. кн. изд., 1961. с. 81-107.
- Полевой Б. П. Опознание статей петрашевца А. Баласогло о Сибири, Дальнем Востоке и Тихом океане (1847 г.) // История СССР, 19б1, № I, с. 152—156.

1962
- Полевой Б. П. Доходил ли Иван Москвитин до устья Амура? // Материалы отделения истории географических знаний Геогр. о-ва СССР, вып II, Л., 1962, с. 64-76.
- Полевой Б. П. Загадка ветхого документа (О находке документов о попытке казачьего десятника Ивана Ермолина попасть на реку Камчатку в 1669—1670 гг.) // Камчатская правда, 22 мая 1962 г.
- Полевой Б. П. Козыревские на Камчатке // Камчатская правда, 4 июля 1962 г.
- Полевой Б. П. Находка подлинных документов С. И. Дежнёва о его историческом походе 1648 г. // Вестник ЛГУ, 1962, № 6, с. 145—152.
- Полевой Б. П. Новое о Владимире Атласове // Камчатская правда, 30 сент. 1962 г.
- Полевой Б. П. Новое об Иване Рубце // Камчатская правда, 2 дек. 1962 г.
- Полевой Б. П. О местонахождении первого русского поселения на Колыме // Доклады Института географии Сибири и Дальнего Востока, 1962, № 2, с. 66-75.
- Полевой Б. П. Правда о таинственном Компаке // Камчатская правда, 5 авг. 1962 г.

1963
- Полевой Б. П. Имя воина-землепроходца. О происхождении названия Камчатка // Камчатская правда, 9 янв. 1963 г.
- Полевой Б. На берегах Амура и Сахалина (К 150-летию со дня рождения Г. И. Невельского) // Советский Сахалин, 5 дек. 1963 г.
- Полевой Б. П. Невельской и Камчатка // Камчатская правда, 5 дек. 1963 г.
- Нолевой Б. П. Новые биографические сведения о Владимире Атласове // Известия АН СССР. Сер. геогр., 1963, № 5, с. 90-92.
- Полевой Б. П. Новый документ о первом русском походе на Тихий океан // Труды Томского обл. краеведч. музея, 1963, т. VI, вып. 2, с. 21-38.
- Полевой Б. П. О «печатном» чертеже Сибири 1667 г. // Сибирский географический сборник, 1963, вып. 2, с. 248—257.
- Полевой Б. П. Путешествия в старину (0 находке записной книги В. Атласова) // Камчатская правда, 29 марта, 1963 г.
- Полевой Б. Тайны двух камчатских рек // Камчатская правда, 2 авг. 1963 г.

1964
- Полевой Б. П. Главная задача Первой Камчатской экспедиции по замыслу Петра I (0 новой интерпретации инструкции Витусу Берингу 1725 г.) // Вопросы географии Камчатки, 1964, вып. 2, с. 88-94.
- Полевой Б. П. Забытый поход И. М. Рубца на Камчатку в 60-х гг. XVII века // Известия АН СССР. Сер.геогр., 1964, № 4, с. 130—135.
- Полевой Б. П. К истории формирования географических представлений о северо-восточной оконечности Азии в XVII в. // Сибирский географический сборник, 1964, вып. 3, с. 224—270.
- Полевой Б. П. О подлиннике «Чертежной книги Сибири» С. У. Ремезова 1701 г. Опровержение версии о «румянцевской копии» // Доклады Института географии Сибири и Дальнего Востока. Иркутск, 1974, с. 65-71.
- Полевой Б. Раскрывающаяся тайна // Камчатская правда, 17 нояб. 1964 г.

1965
- Полевой Б. Беринг выбирает Авачинскую // Камчатская правда, 5 окт. 1965 г.
- Полевой Б. П. Водный путь из Ледовитого Океана в Тихий. Забытый наказ А. А. Виниуса 1697 г. // Природа, 1965, с. 94.
- Полевой Б. П. Забытый источник сведений по этнографии Сибири XVII века (0 сочинение Адама Каменского-Длужика) // Советская этнография. 1965, № 5, с. 122—129.
- Полевой Б. П. Казачья «скаска» 1707 г. о качатских гейзерах и Ключевской сопке // Вопросы географии Камчатки, 1965, вып. З, с. II9-I23.
- Полевой Б. П. Кем и когда открыта Авачинская губа? // Вопросы истории Советского Дальнего Востока: Тезисы докл. и сообщ. на IV Дальневосточной научной конференции. Секц. археологии, истории дооктябрьского периода, вып. II (Владивосток), 1965, с. 26-27.
- Полевой Б. П. (совместно с А. Н. Копыловым). Научные сведения о Сибири. Культура края // «История Сибири». Т. II (макет), Новосибирск, 1965, с. 257—327 (текст до с. 292).
- Полевой Б. П. Находка челобитья первооткрывателей Колымы // Экономика, управление и культура Сибири XVI—XIX вв. Новосибирск, 1965, с. 285—291.
- Полевой Б. П. Новое о Г. И. Невельском // Путешествия и географические открытия в XV—XIX веках. Л.: Наука, 1965. с. 93-108.
- Полевой Б. П. Новое о начале исторического плавания С. И. Дежнёва в 1648 г. // Известия Восточно-Сибир. отд. ГО СССР. Иркутск, 19б5, т. 63, с. 51-57.
- Полевой Б. П. Новое о Пянде // Экономика, управление и культура Сибири XVI—XIX вв. Новосибирск, 1965, с. 283—284.
- Полевой Б. П. Новое о транспорте «Байкал» // Записки Приамурского филиала ГО СССР, 1965, т. 24, с. 123—126.
- Полевой Б. П. О точном тексте двух отписок Семёна Дежнёва 1655 г. // Известия АН СССР, сер. геогр., 1965, № 2, с. II8-I28.
- Полевой Б. Первый строитель Петропавловска (О И. Ф. Елагине) // Камчатская правда, 17 окт. 1965 г.
- Полевой Б. П. Семён Ремезов и Владимир Атласов (К уточнюнию датировки чертежей Камчатки) // Мзвестия АН СССР, сер. геогр. 1965, № 6, с. 92-101.
- Полевой Б. П. Гипотеза о «Годуновском» атласе Сибири 1667 г. // Известия АН СССР, сер. геогр., 1965, № 4, с. 123—132.

1966
- Полевой Б. П. Камчатские берестяные ясачные книги начала XVIII в. // Вопросы географии Камчатки, вып. 4, 1966, с. 124—127.
- Полевой Б. П. К проблеме восстановления чертежа Оби 1598 г.: О маршрутных чертежах, описанных в Книге Большому чертежу // Доклады Института географии Сибири и Дальнего Востока. 1966, вып. 13, с. 70-75.
- Полевой Б. П. Новое о картографе Семёне Ульяновиче Ремезове // Известия ВГО, 1966, 1 4, с. 382—383.

1967
- Полевой Б. П. История географических исследований // Атлас Сахалинской области. — Минск-Южно-Сахалинск, 1967, с. 5-8.
- Полевой Б. П. (совместно с Г. В. Комсомольским). Карта важнейших открытий // Атлас Сахалинской области. — Минск-Южно-Сахалинск, 1967, с.6-7.
- Полевой Б. Когда узнали о реке Камчатка // Камчатская правда, 1 дек. 1967 г.
- Полевой Б. П. Не Карафу-то, а Карапту // Советский Сахалин, 2 дек. , 1967 г.
- Полевой Б. П. Новое о «Большом чертеже» // Известия АН СССР. Сер. геогр. — 1967. — № 6. — С. 121—130.
- Полевой Б. П. О происхождении названия «Камчатка» // В. П. Кускова. Краткий топонимический словарь Камчатской области, Петропавловск-Камчатский, 1967, с. 96-112.

1968
- Полевой Б. П. (Совместно с А. Н. Копыловым). Глава четвертая. // Начало изучения Сибири. Культура Края в Истории Сибири, т. 2, (Новосибирск), 1968, с. 153—178 (Текст до с. 163).
- Полевой Б. П. Кем и когда была открыта Авачинская губа // Народы Советского Дальнего Востока в дооктябрьский период истории СССР / Труды ДВ фил. СО АН СССР, сер. ист., т. У1, Владивосток, 1968, с. 77-81.
- Полевой Б. П. К истории открытия Татарского пролива // Страны и народы Востока, вып. VI. М., 1968, с. 68-87.
- Полевой Б. П. Когда был основан город? (Об основании Корсакова) // Восход (Корсаков), 21 и 24 сент., 1968 г.
- Полевой Б. П. К трехсотлетию «Годуновского чертежа» Сибири // Доклады Института географии Сибири и Дальнего Востока, 1968, с. 66-73.

1969
- Полевой Б. П. Географические чертежи посольства Н. Г. Спафария // Известия АН СССР, сер. геогр. 1969, № I, с. II5-I24.
- Полевой Б. П. От Руссо к Сахалину // Сахалин, 1969, с. 196—199.
- Полевой Б. П. Существовала ли вторая «Хорографическая книга» С. У. Ремезова? // Известия СО АН СССР. Сер. обществ. наук, 1969, № j, с. 68-73
- Polewoj B. P. О pobycie w Rosji Adama Kamienskiego-Diftizika, autora pierwszej polskiej publikacji o Sjf-berii (Uowe Materialy) // Historia rosyjsko-polskich. kontaktów w dziedzinie geologii i geografii. Warszawa, I969, s. 54-57.

1970
- Полевой Б. П. Необыкновенная школа // Полярная звезда (Якутск) 1970, с. 122—123.
- Полевой Б. П. Нивх Позвейн, сподвижник Г. И. Невельского // Советский Сахалин, 20 дек. 1970 г.
- Полевой Б. П. О карте «Камчадалии» И. Б. Гомана // Известия АН СССР, сер. геогр., 1970, № I, с. 99-105.
- Полевой Б. П. О «Логыче» — Похаче // Вопросы географии Камчатки, 1970, вып. 6, с. 82-86.
- Полевой Б. П. Полемика литераторов: «Сахалин остров или полуостров?» (1824—1842 гг.) // Известия Сахалинского отд. ГО СССР. Южно-Сахалинск, 1970, с. 250—257.
- Полевой Б. И. Сообщение С. И. Дежнёва о Большом каменном носе и происхождение его ложного толкования // Известия АН СССР, сер. геогр. 1970, № 6, с. 150—157.

1971
- Полевой Б. П. Албазин Амурский, Албазин Уральский // Уральский следопыт, 1971, 1 12, с. 64-65.
- Полевой Б. П. Амур «слово московское». Древнейшие русские известия о великой реке // Амур — река подвигов (2-е изд.). Хабаровск, 1971, с. 178—192.
- Полевой Б. П. Николай Витсен о близости Америки к Азии и этнических связях между ними // Наука и техника. Вопросы истории и теории. Вып. VI, Л., 1971, с. 120—122.
- Полевой Б. П. Первые известия сибирских казаков о японцах (1652—1653 гг.) // Краткое содержание докладов годичной научной сессии Ин-та Этнографии АН СССР, 1970 г. Л., 1971, с, 55-57.
- Полевой Б. П. Предисловие, послесловие и комментарии к кн.: Г. И. Шелихов. «Странствования из Охотска по Восточному океану к американским берегам». Хабаровск: Кн. изд., 1971, с. 1-34, II3-I70.
- Polevoy В. P. Commemorating the three hundredth Anniversary of the «Godunov map» of Siberia — The Canadian Cartographer, june 1971, vol. 8, № 1, pp. 19-26.
- Polevoy В. P. On the publication of Q. I. Nevelskoy’s detailed account of his expedition in 1849 — Countries and peoples of the Pacific Basin. Summaries of Articles by Soviet scholars. M., 1971, pp. 46-52.

1972
- Полевой Б. П. Амур «слово московское». Древнейшие русские известия о великой реке // Дальний Восток, 1972, № 1, с. 136—142.
- Полевой Б. П., Решетов A. М. В. К. Арсеньев как этнограф // Советская этнография, 1972, с. 74-87.
- Полевой Б. В. К. Арсеньев на Сахалине // Советский Сахалин, 10 сент. 1972 г.
- Полевой Б. П. Дело 1690 г. о «бунте» в Якутске (по документам Якутской приказаной избы) // Якутский архив, 1972, вып. IV, с. 149—157.
- Полевой Б. П. Дючеры предки современных нанайцев // Краткое содержание докладов годичной научной сессии Ин-та Этнографии АН СССР 1971 г. Л.: Наука, 1972, с. 28-30.
- Полевой Б. П. Новое о происхождении «Сказания о великой реке Амуре» // Рукописное наследие древней Руси. По материалам Пушкинского дома. Л.: Наука, 1972, с. 271—279.
- Полевой Б. П. О пребывании в России Адама Каменского-Длужика, автора первого польского сочинения о Сибири // Historia kontaktow polsko-rosyjskich w dziedzinie geologii i geografii. — Wroclaw, I972. s. 275—282.
- Полевой Б. П. Подробный отчет Г. И. Невельского о его исторической экспедиции 1849 г. к острову Сахалину и устью Амура // Страны и народы Востока, 1972, вып. XIII, с. 114—149.
- Полевой Б,П. Рец. на кн.: А. В. Ефимов. Из истории великих русских географических открытий. М.: Наука, 1971 // Новая и новейшая история, 1972, № 2, с. 185—186.
- Полевой Б. П. Рец. на кн.: С. Г. Федоровой. Русское население Аляски и Калифорнии // Новая и новейшая история, 1972, № 6, с. 208—210.
- Полевой Б. П., Таксами Ч. М. Сорок лет служению острову // Сахалин. 1971: Сборник. Южно-Сахалинск, 1972, с. 96-98.

1973
- Полевой Б. П. Анадырская экспедиция // Магаданская правда, II июля 1973 г.
- Полевой Б. П. Где же стоял Ачанский и жили ачаны? // Дальний Восток, 1973, № 12, с. 112—116.
- Полевой Б. П. Камчатка в первых трудах Академии наук // Наука и техника: Вопросы истории и теории. Вып, VIII, ч. I, Л., 1973, с. 26-29.
- Полевой Б. П. Когда умер Семён Дежнёв? // Полярная звезда (Якутск), 1973, № 3, с. 133—134.
- Полевой Б. П. К трехсотлетию создания этнографического чертежа Сибири 1673 г. (Из истории становления русской этнографии) // Советская этнография, 1973, № 4, с. 78-88.
- Полевой Б. П. Находка двух писем В. М. Головина // Кронштадтцы — исследователи земли. Л., ГО СССР, 1973, с. 27- 36.
- Полевой Б. П. Новое об амурском походе В. Д. Пояркова (1643—1646 гг.) // Вопросы истории Сибири. Досоветский период (Бахрушинские чтения, 1969). Новосибирск, 1973, с. 112—126.
- Полевой Б. П. О картах Северной Азии Н. К. Витсена // Известия АН СССР, сер. геогр., 1973, № 2, с. 124—133.
- Полевой Б. П. Отечественная историография открытия и первоое воения[уточнить] дальневосточных земель русскими людьми в XVII в. // История, археология и этнография народов Дальнего Востока. Владивосток, ДВНЦ, 1973, вып. 1, с. 49-51.
- Полевой Б. П. Открытие Аляски // Уральский следопыт. 1973, № 6, с. 49-50.
- Полевой Б. П. Современное состояние исследований по истории русских географических открытий на Дальнем Востоке // Рефераты докладов и сообщений. Институт истории, археологии и этнографии народов Дальнего Востока ДВНЦ, вып. 1, Владивосток, 1973, с. 27-33.
- Полевой Б. П. Степанида Атласова // Камчатская правда, 11 и 18 авг. 1973 г.
- Polewoy В. P. Major Russians Maps of the 16th-17th cc. // light of resent researches: V-th International conference on the History of Cartography, 13-17 September 1973. Warsawa.

1974
- Полевой Б. П. Владимир Атласов урокениц Якутска // Полярная звезда, 1974, № 3, с. 126—128.
- Полевой Б. П. Ещё раз о Каменском-Длужике // Советская этнография, 1974, № 4, с. II6-I20.
- Полевой Б. П. Истоки начальной географической деятельности Академии наук // Известия АН СССР, сер. геогр., 1974, № 5, с. 120—129.
- Полевой Б. П. Первые этнографические работы в Петербургской Академии наук (до 1737 года) Краткое содержание докладов годичной науч.сес. ин-та этнографии АН СССР 1972—1973 гг. Л., 1974, с. 13-18.
- Полевой Б. П. По поводу некоторых гипотез с происхождении названия «Камчатка» // Географическая среда и географические названия. Кронштадтский отд. ГО СССР, Л., 1974, с, 33-50.
- Полевой Б. П. Три значения этнонима «дючеры» // Краткое содержание докл. годичн. научн. сессии ин-та этнографии АН СССР 1972—1973 гг., Л., 1974, с. 91-93.

1975
- Полевой Б. П., Трисман В. Г. Голландский географ Н. Витсен // История науки и науковедения: X Прибалтийская конференция по истории науки. Тезисы докладов. Рига: 3инатие, 1975, с. 177—179.
- Полевой Б. П. Значение ареальных исследований для решения во-просово месте основания первого русского поселения на Колыме // Ареальные исследования в языкознании и этнографии. Л., 1975, с. 92-93.
- Полевой Б. П. Колумбы Росские (К 250-летию экспедиции Витуса Беринга) // Дальний Восток, 1975, № 1, с. 127—132.
- Полевой Б. П. Немецкие источники конца XVII — начала XVIII вв. о русском Дальнем Востоке и его полезных ископаемых // Zur Geschichte deutsch-sowjetischer Beziehungen auf dem Gebiet der Geologie. Berlin, 1975, S.
- Полевой Б. П., Таксами Ч. М. Первые русские сведения о нивхах-гиляках // Страны и народы Востока, вып. XVII, 1975, с. 138—157.
- Полевой Б. П. Петр Первый, Николай Витсен и проблема «сошлася ли Америка с Азией» // Страны и народы Востока, вып. XVII, 1975, с. 19-33.
- Полевой Б. П. Польские сочинения XVII в. о Сибири и роль поляков в истории ранних русских географических открытий в северной и восточной Азии // Русско-польские связи в области наук о Земле. М.: Наука, 1975, с. 10-17.
- Полевой Б. П. 1975. тот же текст на польском языке.

1976
- Полевой Б. П. Адам Каменский-Длужик в Восточной Сибири и источники его этнографических сообщений (Итоги дальнейших архивных изысканий) // Historia kontaktow polsko-rosyjskich wdziedzinie etnografii. Warszawa, 1976, s. 139—149.
- Полевой Б. П. В поисках богатств дальневосточных // Дальневосточные путешествия и приключения. Хабаровск: Кн. изд., 1976, вып. 7, с. I4I-I70, вып. 8, с. 182—204.
- Полевой Б. П. Вхождение в состав России части восточных чукчей в 1687—1688 гг. // История и культура народов Северо-Востока СССР. Владивосток: ДВНЦ, 1976, с. 219—223.
- Полевой Б. П. География петровской эпохи и создание Академии наук // Очерки истории географической науки в СССР. М.: Наука, 1976, с. 22-30.
- Полевой Б. П., Утин Г. Н. Находка карты В. К. Арсеньева // Дальний Восток, I976, № II, с. 134—138.
- Полевой Б. П. Новое о Владимире Атласове // Дальний Восток, 1976, № 4, с. 130—135.
- Полевой Б. П. Открытие Сахалина и Курильских островов (в макете кн.: История Дальнего Востока СССР (От эпохи первобытно-общинных отношений до наших дней). Т. II, кн. 3. Дальний Восток в составе феодальной России. Владивосток, 1976, с. 55-59.
- Полевой Б. П. Поиски второй полярной карты Ломоносова // Наука и жизнь. 1976. № 12. с. 33-35 + карта.
- Полевой Б. П. Поход Ивана Ермолина I669-I67I гг. (К истории открытия Камчатки) // Известия АН СССР, сер. геогр., 1976, № 5, с. 123—127.
- Полевой Б. П. Сибирская картография XVII в. и проблема Большого чертежа // Страны и народы Востока. Вып. XVIII. География. Этнография. История. Памяти А. В. Королева. М.: Наука, ГРВЛ, 1976. С. 213—227.
- Полевой Б. П. Этнограф Понятовский о В. К. Арсеньеве // Дальний Восток, 1976, № 9, с. 130—135.
- Polevoy В. P. Commemorating the three hundredth anniversary of the «Godunov map» of Siberia // Cartographies. Essays on the History of Russian Cartography 16th to 19th Centuries, Monograph № 13, Toronto, 1975, pp. 13-20.
- Полевой Б. П. Рец. на кн.: E&ntzeff G. V., Pieroe R. A. Eastward to Empire, Exploration and conquest on the Russian Frontier to 1750. Monreal and London, McGill-Queen’s University Press, 1973, 276 p. // Советская этнография. I976, № 5, c. 178—182.
- Polevoy В. P. A History of the cartography of Russia up to 1800. Review essay — The Canadian Cartagrapher, vol. 13, № 2, December 1976, pp. 167—173.
- Polevoy В. P. Reforms of Peter the Great. Organisation of the Academy of Scienoes and its tasks in the field of geography A short history of geographical science in the Soviet Union. Moscow, Progress Publishers, 1976, pp. 31-36.

1977
- Полевой Б. П. Колумб Росский (Г. И. Шелихов) // Мужество: Байкало-Амурская библиотека, 1977, с. 560—564.
- Полевой Б. П. О происхождении первого описания Курильских остроостровов Ивана Козыревского // Наука и техника: Вопросы истории и теории. Л., 1977, вып. П, с. 89-91.
- Полевой Б. П. О раннем варианте второй полярной карты М. В. Ломоносова // Известия АН СССР, сер. геогр., 1977, № 2, с. 122—134.
- Полевой Б. П. Первые из первых. Русские землепроходцы XVII века, побывавшие в нынешней зоне БАМа // БАМ: Панорама, вып. III, Хабаровск, 1977, с. 287—300.
- Полевой Б. П. По поводу спора о первом чертеже Сибири // Источниковедение и археография Сибири. Новосибирск, Наука, 1977. с. 5-13.
- Полевой Б. П. О роли Отделения этнографии Русского географического общества в изучении «Книги Большому чертежу» // Очерки истории русской этнографии, фольклористики и антропологии, вып. VII. М.: Наука, 1977, с. 46-54.
- Полевой Б. П. Степанида Атласова // Камчатка: Сборник. Петропавловск-Камчатский, 1977, с. 153—162.
- Polevoy В. P. Siberian cartography of the 17th century and the problem of the «Great Draught» — The Canadian Cartographer,1977, vol. 14, № 2, pp. 85-100.

1978
- Полевой Б. П. Значение историко-этнографических ареальных исследований для решения вопроса о месте основания первого русского поселения на Колыме в 1643 г. // Народы и языки Сибири: Ареальные исследования. М.: Наука, 1978, с. 96-102.
- Полевой Б. П. Подтверждение гипотезы К. Бэра // Folia Baeriana. Вып. III. Таллин: Валгус, 1978. с. 241—247.
- Полевой Б. П., Утин Г. Н. Рукописная карта экспедиций В. К. Арсеньева 1906—1907 гг. // Материалы и сообщения по фондам отдела рукописной и редкой книги. Л.: Наука, 1978, с. 187—194.

1979
- Полевой Б. П. Предисловие, заключение, комментария и составление сборника: Героическая оборона Петропавловска-Камчатского в 1854 году. Петропавловск-Камчатский: Дальневосточное кн. изд., 1979. 246 с.
- Полевой Б. П. Двухтомная история картографии России Л. С. Багрова (до 1800 г.) // Известия АН СССР, сер. геогр., 1979, № 5, с. I3I-I36.
- Полевой Б. П. Дючерская проблема (По данным русских документов XVII в.) // Советская этнография, 1979, № 3, с. 47-59.
- Полевой Б. П. Об уточнении даты первого выхода русских на Тихий океан // Страны и народы Востока, вып. XX, 1979, с. 93-96.
- Полевой Б. П. Открытие и заселение русскими залива Хаджи в 1853 г. (Из истории Советской Гавани) // Страны и народы Востока, вып. XX, 1979, с. 107—121.
- Полевой Б. П. Открытие Курильских островов и изучение Сахалина (в макете кн. 4. История Дальнего Востока. Владивосток, 1979, с. 34-45.1. Полевой Б. П. 1979).

1980
- Полевой Б. П. Герой обороны Петропавловска Константин Мровинский // Дальний Восток, 1980, № I, с. 126—134.
- Полевой Б. П. О происхождении названия Карафуто // Ономастика Востока. М.: Наука, 1980, с. 185—188.
- Полевой Б. П. Родион Преснецов первооткрыватель Авачинской губы // Заря коммунизма (Тиличики), 20 сент. 1980 г.
- Полевой Б. П. Эвены и эвенки «вожи» русских первооткрывателей Тихого океана // Полярная звезда (Якутск), I980, № I, с. II8-I2I.
- Полевой Б. П. Экспедиция Е. В. Путятина и её задача (послесловие) // В. А. Римский-Корсаков: Балтика — Амур. — Хабаровск: Кн. изд., 1980, с. 366—408.

1981
- Полевой Б. П. Новое о Василии Тыркове, основателе Томска // Города Сибири XVII в. — начала XX века, вып. 4. Новосибирск, Наука, 1981, с.57-63.
- Полевой Б. П. Плавал ли И. М. Рубец от Лены до Камчатки ? // Известия АН СССР, сер. геогр., 1981, № 6, с. 130—140.
- Полевой Б. П. Рец. на кн.: Русская Америка в неопубликованных записках К. Т. Хлебникова // Известия ВГО, 1981, № I, С. 63-66.
- Полевой Б. П. Рец. на кн.: R. H. Fisher. Bering’s voyages. Whither and Why. Seattle, 1977- // Известия ВГО, 198I, № 5, с. 455—459.
- Полевой Б. П. Трехсотлетие со дня рождения Витуса Беринга // Известия ВГО, 1981, № 6, с. 465—472.

1982
- Полевой Б. П. 250-летие открытия Аляски // Известия ВГО, 1982, № 5, с. 409—415.
- Полевой Б. П. Открытие Каичатки со стороны Пенжины // Известия АН СССР, сер. геогр., 1982, № 5, с. 130—138.
- Полевой Б. П. Последняя поездка Ярофея Хабарова в Москву // Дальний Восток, 1982, № 8, с. 140—142.
- Polevoy В. P. Rev.:R. H. Fisher. Bering, s Voyages. Whither and Why. Seattle: University of Washington Pres. 1977 // PGG, vol. VI, № 4, October-deoember 1982, pp. 304—306.
- Polevoy В. P. The 300-th Anniversary of the Birth of Vitus Bering // PGG, vol. VI, № 4, october-deoember 1982, pp. 294—303.

1983
- Полевой Б. П. Загадка Федотовщины // Камчатка: Сборник. Петропавловск-Камчатский, 1983, с. I6I-I7I.
- Полевой Б. П. Новая работа о плавании Семёна Дежнёва // История СССР, 1983, № 3, с. 209—211.
- Polevoy В. P. The 250-th Anniversary of the Discovery of Alaska // PGG, vol. VII, № 3, July-September, 1983, PP. 205—213.

1984
- Полевой Б. П. Еще два документа 1854 г. // Камчатка, 1984, Петропавловск-Камчатский, № 6, 1984, с. 167—174.
- Полевой Б. П. Еще раз о происхождении названия Камчатка // Камчатская правда, 2 ноября 1984 г.
- Полевой Б. П. О подлинном происхождении названия Амур и Байкал // Известия ВГО, 1984, № 4, с. 357—362.
- Полевой Б. П. Японцы и русские: правда и вымысел // Дальний Восток, 1984, № 9, с. 157—158.

1985
- Полевой Б. П. Значение этнографических данных для уточнения истории похода И. Ю. Москвитина Год. науч. сесс. Ин-та этнографии АН СССР. Кратк. содерж. докл. Л.: Наука, 1985. с. 81-82.
- Полевой Б. П. Как начинался Владивосток // Дальний Восток. 1985, № 7. с. 138—145.
- Полевой Б. П. О второй полярной карте М. В. Ломоносова // Геодезия и картография. 1985, 1 2, с. 50-53.

1988
- Полевой Б. П. В поисках истины. О происхождении названия «Камчатка» // Камчатка: Лит.-худож. сб. — Петропавловск-Камчатский: Дальневост. кн. изд-во., Камч. отд.-ние, 1988.

1994
- Полевой Б. П. Первое известие с Амура о японцах // Краевед. бюл. Общества изучения Сахалина и Курильских о-вов и др. сахалинских орг-ций. 1994. № 3.
- Полевой Б. П., Красникова О. А. Голландский след в истории картографирования северной части Тихого океана XVII—XVIII вв. (к 350-летию экспедиции М. Г. Фриса) // Вестник Сахалинского музея. Вып. 13. С. 131—154.